# As de Québec
Die As de Québec waren ein kanadisches Eishockeyfranchise der American Hockey League aus Québec City, Québec. Die Spielstätte der As war das Québec Coliseum.

## Geschichte
Die As de Québec wurden 1928 gegründet und spielten zunächst acht Jahre lang in der Quebec City Railway-Paper League. Anschließend spielte das Team weitere acht Jahre in der Quebec Amateur Hockey Association und gewann 1944 den Allan Cup. In diesem Jahr trat die Mannschaft ebenfalls der Quebec Senior Hockey League bei, in der sie zunächst bis 1953 spielte. Anschließend wurde die Liga semi-professionell und wurde in Quebec Hockey League umbenannt. In diese trat auch Québec ein, die sie in den Jahren 1954 und 1957 gewann. Zudem gewann das Team 1957 die Edinburgh Trophy.
Im Jahr 1959 erhielt Québec die Möglichkeit der American Hockey League beizutreten. Im Anschluss verpasste das Franchise gleich vier Mal in Folge die Playoffs, ehe die As in der Saison 1963/64 erstmals das Finale um den Calder Cup erreichten, in denen sie in einem Sweep in der Best-of-Seven-Serie den Cleveland Barons unterlagen. Anschließend schied Québec drei Mal in Folge in der ersten Runde aus, ehe die neugegründeten Philadelphia Flyers aus der National Hockey League im Jahr 1967 eine Kooperation mit den Kanadiern eingingen. In den Saisons 1967/68 und 1968/69 erreichte die Mannschaft zwar wieder die Playoffs, verlor aber beide Male gegen die Rochester Americans und die Hershey Bears.
Im Jahr 1971 entschieden sich die Philadelphia Flyers ihr Farmteam nach Richmond, Virginia, umzusiedeln, wo es fortan als Richmond Robins in der AHL aktiv war.

## Team-Rekorde (AHL)

### Karriererekorde
Spiele: 484  Jim Morrison
Tore: 141  Wayne Hicks
Assists: 251  Jim Morrison
Punkte: 348  Wayne Hicks
Strafminuten: 553  Rosaire Paiement